# Slave to the grind
Slave to the Grind – album wydany 11 czerwca 1991 przez amerykańską grupę heavymetalową Skid Row.

## Utwory
| Lp | Tytuł                    | Autorzy             | Długość |
| -- | ------------------------ | ------------------- | ------- |
| 1  | "Monkey Business"        | Bolan, Sabo         | 4:20    |
| 2  | "Slave to the Grind"     | Bach, Bolan, Sabo   | 3:31    |
| 3  | "The Threat"             | Bolan, Sabo         | 3:52    |
| 4  | "Quicksand Jesus"        | Bolan, Sabo         | 5:26    |
| 5  | "Psycho Love"            | Bolan               | 3:58    |
| 6  | "Get the Fuck Out"       | Bolan, Sabo         | 2:42    |
| 7  | "Livin' on a Chain Gang" | Bolan, Sabo         | 4:00    |
| 8  | "Creepshow"              | Bolan, Affuso, Hill | 3:59    |
| 9  | "In a Darkened Room"     | Bach, Bolan, Sabo   | 3:57    |
| 10 | "Riot Act"               | Bolan, Sabo         | 2:42    |
| 11 | "Mudkicker"              | Bach, Bolan, Sabo   | 3:56    |
| 12 | "Wasted Time"            | Bach, Bolan, Sabo   | 5:50    |

## Zespół
- Sebastian Bach – wokal
- Dave "The Snake" Sabo – gitara
- Scotti Hill – gitara
- Rachel Bolan – gitara basowa
- Rob Affuso – perkusja